# Мартан, Жан-Поль
Жан-Поль Мартан (родился в 1943 г. в Париже) — профессор дидактики французского языка и литературы католического университета Айхштетт-Ингольштадт. Наряду с изданием многочисленных учебников он является создателем педагогической концепции «Учение через обучение», с помощью которой достигаются значительные успехи в учебном процессе в средних школах, гимназиях, лицеях и высших учебных заведениях. Концепция «Учение через обучение», примененная им впервые на уроках французского языка, успешно вводится во многих школах по различным предметам по всей Германии. В 1987 году Жан-Поль Мартан создал контактную сеть «Учение через обучение», которая объединяет сегодня более 800 преподавателей по всему миру.

## Биография
Жан-Поль Мартан родился в Париже в 1943 году, где он учился в лицее Клод Бернард.
В 1965—1969 годах он изучал германистику, а с 1971 по 1975 год романо-германскую филологию в университетах Франции.
После государственного экзамена он работал учителем французского и немецкого языка в гимназии Хехштадт/Айш.
С 1980 года Жан-Поль Мартан преподает в католическом университете Айхштетт-Ингольштадт.
В 1985 году он защитил в Гиссене кандидатскую диссертацию на тему «Структура дидактических компетенций у учащихся».
В 1995 году Жан-Поль Мартан защитил докторскую диссертацию на тему «Проект антропологически обоснованного учебного плана по иностранному языку».
В настоящее время профессор Мартан занимается разработкой междисциплинарного виртуального курса для высших учебных заведений по формированию Иетернет-компетенции и проектной компетенции (ИПК), суть которого заключается в коллективном создании новых знаний. Как и метод «Учение через обучение», так и Интернет-компетенция и проектная компетенция ориентированы на теорию, которая рассматривает учащихся как нейронов по аналогии с моделью нейрональных сетей.